# 南邦雷蒂鲁
南邦雷蒂鲁是巴西南大河州的一个市镇。总面积102.327平方公里，总人口11130人，人口密度108.8人/平方公里。